# 헤더 맥도널드
헤더 맥도널드(Heather McDonald, 1970년 6월 14일 ~ )는 미국의 배우, 코메디언, 작가이다.

## 작품

### 영화
- 화이트 칙스
- 댄스 플릭

### 텔레비전
- 프레이저 (시트콤)
- 르노 911!
- 말콤네 좀 말려줘
- 드레이크와 조쉬
- 루폴의 드래그 레이스